# تعداد إندونيسيا 2000
تعداد إندونيسيا 2000 هو إحصاء تعدادي لعدد السكان تم إجراءه في إندونيسيا لعام 2000 في تاريخ الإصلاح في الفترة 30 يونيو 2000. وبلغ عدد السكان الإجمالي 203 مليون شخص، وهو رقم منقح قدره 206.264.595 شخصًا تم تقديرهم رسميًا. في بعض المقاطعات لا سيما آتشيه الانفصالية، كان لا بد من وضع التقديرات، وانتقد التعداد الدولي لعدم الإبلاغ بشكل كبير.
كما طُلب التعداد العرقي، وتم التعرف على 101 مجموعة عرقية، ولكن من المحتمل أن يكون هناك الآلاف. بين عامي 2000 و2010 ، أجريت العديد من الدراسات الاستقصائية، بما في ذلك المسح الاجتماعي والاقتصادي على مستوى البلاد لعام 2007. كان آخر تعداد تم إجراؤه في إندونيسيا هو تعداد إندونيسيا لعام 2010، حيث كانت النتائج الأولية عالية.